# 沙泰洛德朗-普卢阿加特
沙泰洛德朗-普卢阿加特（法語：Châtelaudren-Plouagat，法語發音：[ʃatɛlodʁɛ̃ pluaɡat]）是法国阿摩尔滨海省的一个市镇，位于该省中部，属于甘冈区。

## 历史
沙泰洛德朗-普卢阿加特成立于2019年1月1日，由相邻的沙泰洛德朗（Châtelaudren）和普卢阿加特（Plouagat）两个市镇合并而成，其中普卢阿加特为政府驻地。

## 地理
沙泰洛德朗-普卢阿加特（48°32'15"N, 2°59'51"W）面积32.44 平方千米，位于法国布列塔尼大區阿摩尔滨海省，该省份为法国西北部沿海省份，位于布列塔尼半岛北部，北濒大西洋英吉利海峡，西接菲尼斯泰尔省，南至莫尔比昂省，东临伊勒-维莱讷省。
与沙泰洛德朗-普卢阿加特接壤的市镇（或旧市镇、城区）包括：普莱洛、普卢瓦拉、博克奥、朗罗代克、圣让凯尔达涅勒、布兰戈洛。
沙泰洛德朗-普卢阿加特的时区为UTC+01:00、UTC+02:00（夏令时）。

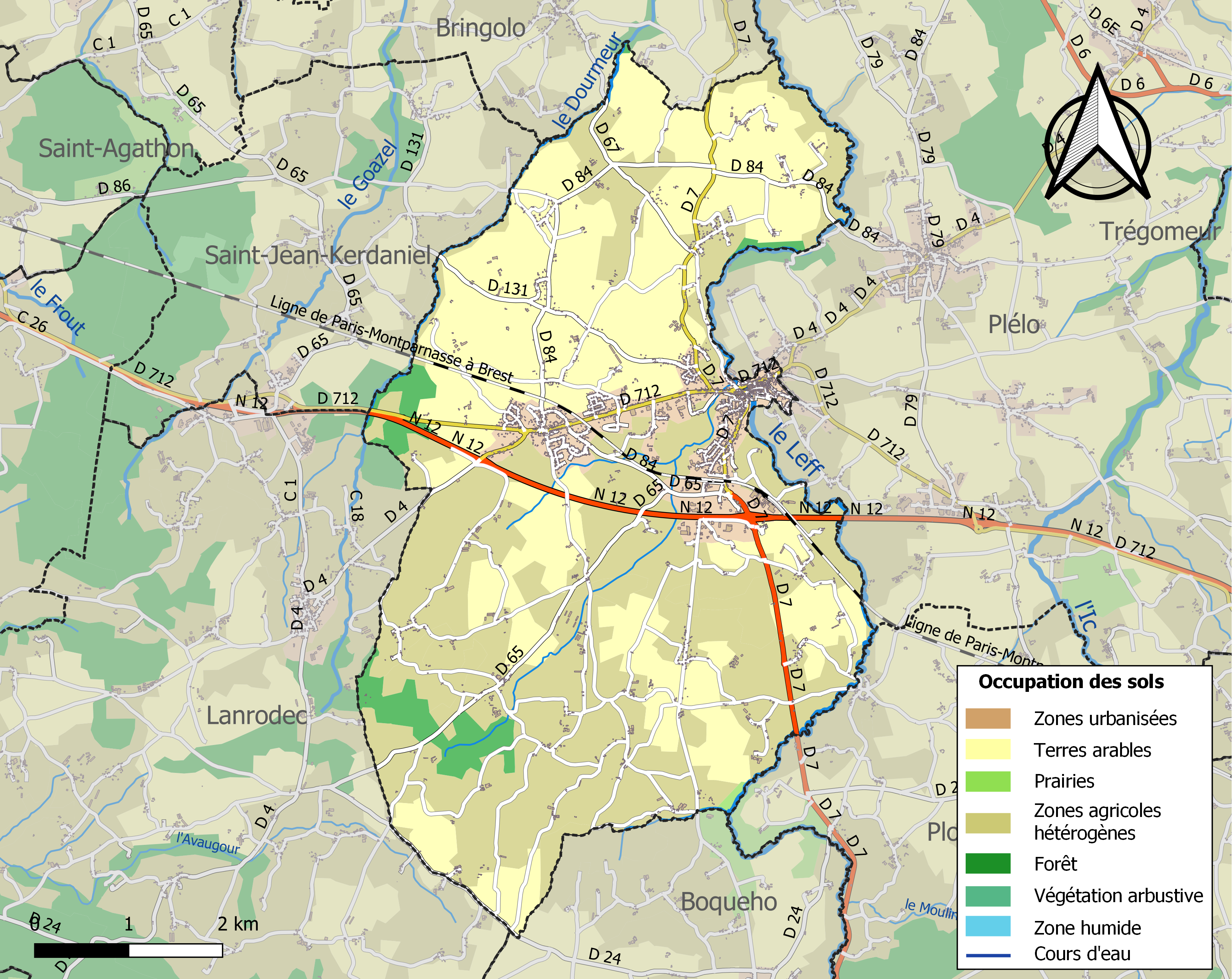
沙泰洛德朗-普卢阿加特的OSM定位图

## 行政
沙泰洛德朗-普卢阿加特的邮政编码为22170，INSEE市镇编码为22206。

## 政治
沙泰洛德朗-普卢阿加特所属的省级选区为普莱洛县。

## 交通
法国国道N12线（高等级公路）经过境内并设有两个出入口，阿摩尔滨海省省道D4线、D7线、D65线、D84线、D131线和D712线经过境内。
沙特洛德朗-普卢阿加特站（法語：Gare de Châtelaudren - Plouagat）是巴黎－布雷斯特铁路上的一个车站。

## 人口
沙泰洛德朗-普卢阿加特于2022年1月1日时的人口数量为3968人。